# 尤里·伊格納特
尤里·羅伯托維奇·伊格納特（羅馬化：Yurii Robertovych Ihnat；1977年12月23日—），烏克蘭軍事人物，軍銜上校，曾於2018至2024年期間擔任烏克蘭空軍發言人，並參與俄烏戰爭。他在2022年獲頒丹尼洛·哈利茨基勳章。

## 生平
伊格納特成長於一個記者背景的家庭，他的父親羅伯特·伊格納特是《青年加利西亞》和《為自由的烏克蘭》的記者；他的祖父同名為尤里·伊格納特，曾參加烏克蘭民族解放運動，並安葬在利查基夫公墓。
伊格納特在利沃夫國立理工大學附屬的利沃夫軍事學院完成五年學業後畢業，專業為軍事新聞學。

## 事蹟
1999年，伊格納特開始在新成立的軍事報章《烏克蘭之翼》擔任編輯工作，並曾在非洲進行為期六個月的派遣任務。
截至2017年，他擔任烏克蘭國防部中央刊物《人民軍隊》空軍編輯部的部門主任。
2018年，他被任命為烏克蘭武裝部隊空軍司令部新聞處的負責人。到2022年5月，他已晉升為中校。
晉升為上校後，他在2018年至2024年期間曾領導烏克蘭武裝部隊空軍司令部的公共關係部，為烏克蘭空軍發言人。
2024年3月18日，他被解除職務，由伊利亞·葉夫拉什接任烏克蘭空軍發言人一職。

## 榮譽
伊格納特因其「在捍衛烏克蘭國家主權和領土完整中表現出的個人勇氣和無私行動，以及對軍事誓言的忠誠」而獲表彰，被頒授丹尼洛·哈利茨基勳章：
- 丹尼洛·哈利茨基勳章（2022年5月27日）[9]
- 文尼察州國家行政管理局和地區委員會榮譽證書（2017年）[4]

## 外部鏈結
- Речника Повітряних сил Ігната переводять на інший напрямок （页面存档备份，存于）// RBC-烏克蘭，2024年3月16日